# Pukkisaari (ö i Södra Savolax, S:t Michel, lat 61,46, long 26,75)
Pukkisaari är en ö i Finland. Den ligger i sjön Pieni Pyhävesi och i kommunen Mäntyharju i den ekonomiska regionen  S:t Michel och landskapet Södra Savolax, i den södra delen av landet, 170 km nordost om huvudstaden Helsingfors. Öns area är 3,1 hektar och dess största längd är 320 meter i nord-sydlig riktning.